# Coprotus lacteus
Coprotus lacteus är en svampart som först beskrevs av Cooke & W. Phillips, och fick sitt nu gällande namn av Kimbr., Luck-Allen & Cain 1972. Coprotus lacteus ingår i släktet Coprotus och familjen Thelebolaceae.  Arten är reproducerande i Sverige. Inga underarter finns listade i Catalogue of Life.